# Autodesk 3ds Max
Pour les articles homonymes, voir 3DS.
Autodesk 3ds Max (ou simplement 3ds Max ou 3ds) est un logiciel de modélisation et d'animation 3D, développé par la société Autodesk. Avec Maya, Softimage, Lightwave, Houdini et Blender, il est l'un des logiciels de référence dans le domaine de l'infographie tridimensionnelle.
Le logiciel est une évolution du programme 3D Studio qui a tourné sous DOS jusqu'à sa version 4 en 1994. Les programmeurs de Kinetix (une division d'Autodesk rebaptisée maintenant Autodesk Media and Entertainment) ont mis au point un logiciel entièrement neuf et repensé. Celui-ci sort en 1996.
3ds Max est conçu sur une architecture modulaire, bénéficiant de la programmation objet, compatible avec de multiples plugins (extensions) et les scripts écrits dans un langage propriétaire appelé Maxscript, et supporte plus récemment Python. Le logiciel 3ds Max s'est développé rapidement, en étant utilisé principalement dans les industries vidéoludique, cinématographique et automobile.
Ce logiciel, doté d'un modeleur surfacique, est actuellement en version 2022 (3ds max 2022) et est développé par Autodesk (anciennement appelé Discreet, qui développe aussi Maya et d'autres logiciels professionnels), et intègre de très nombreuses fonctionnalités, comme le moteur de rendu Arnold. 3ds Max possède aussi deux moteurs d'animation de personnages : Character Studio et CAT (Character Animation Toolkit). Depuis sa version 2016, 3D MAX intègre aussi Max Création Graph un module de création de plug-in fonctionnant de manière nodale.